# 牛角藤
牛角藤（学名：Parabarium linearicarpum），为夹竹桃科杜仲藤属下的一个植物种。